# Georges Dransart
Georges Dransart, né le 12 mai 1924 à Paris et mort le 14 juin 2005 à Créteil, est un céiste français.

## Biographie
Aux Championnats du monde de descente 1969 à Bourg-Saint-Maurice, Georges Dransart est médaillé d'or en C-2 mixte par équipe et termine 5e de l'épreuve de C-2 mixte avec France Gaud.
Aux Championnats du monde de descente 1971 à Merano, il est médaillé d'or en C-2 mixte par équipe et médaillée de bronze de l'épreuve de C-2 mixte avec France Gaud.
Il coécrit en 1973 avec France Gaud l'ouvrage Canoë-kayak, qui est le premier ouvrage technique consacré à cette discipline.

### Palmarès

#### Jeux olympiques
- Jeux olympiques de 1948 à Londres :
  -  Médaille de bronze en C-2 1 000 m.
  -  Médaille de bronze en C-2 10 000 m.

- Jeux olympiques de 1956 à Melbourne :
  -  Médaille d'argent en C-2 10 000 m.

#### Championnats du monde
- Championnats du monde de course en ligne 1950 à Copenhague :
  -  Médaille d'argent en C-2 1 000 m.
  -  Médaille d'argent en C-2 10 000 m.
- Championnats du monde de descente 1959 à Treignac :
  -  Médaille d'or en C-2.
- Championnats du monde de descente 1961 à Hainsberg (de) :
  -  Médaille d'argent en C-2 mixte.
- Championnats du monde de descente 1963 à Spittal :
  -  Médaille d'or en C-2 mixte.
  -  Médaille d'or en C-2 mixte par équipe.
- Championnats du monde de descente 1965 à Spittal :
  -  Médaille d'or en C-2 mixte.
- Championnats du monde de descente 1969 à Bourg-Saint-Maurice :
  -  Médaille d'or en C-2 mixte par équipe.
- Championnats du monde de descente 1971 à Merano :
  -  Médaille d'or en C-2 mixte par équipe.
  -  Médaille de bronze en C-2 mixte.

### Dirigeant
Georges Dransart est nommé directeur technique national (DTN) de la Fédération française de canoë-kayak (FFCK) dès 1962 et reste à ce poste jusqu'en 1971

## Notoriété
Georges Dransart à sa propre statue de l'INSEP par Jacques Gestalder.